# Gawłów (województwo łódzkie)
Gawłów – wieś w Polsce położona w województwie łódzkim, w powiecie pajęczańskim, w gminie Rząśnia.
W latach 1975–1998 miejscowość administracyjnie należała do województwa piotrkowskiego.
Przez Gawłów przepływa rzeka Nieciecz. Wieś położona jest w sąsiedztwie wsi: Suchowola (północ), Dworszowice Pakoszowe (wschód), Barany i Siedlec (południe) oraz Biała Szlachecka (zachód).

## Części wsi
| SIMC    | Nazwa       | Rodzaj    |
| ------- | ----------- | --------- |
| 0551020 | Dolna       | część wsi |
| 0551036 | Glidzin     | część wsi |
| 0551042 | Holandia    | część wsi |
| 0551059 | Rżów        | część wsi |
| 0551065 | Środkowa    | część wsi |
| 0551071 | Żabia Ulica | część wsi |

## Historia
Pierwsze wzmianki o wsi pochodzą z 1483, kiedy właściciel wsi procesował się z proboszczem z Siemkowic. Była to wieś prywatna, prawdopodobnie założona przez zasadźcę na prawie niemieckim.
W 1511 właścicielem wsi był Andrzej Lwowski. We wsi mieszkało ośmiu kmieci na sześciu łanach. O wsi jest również wzmianka w kronikach kościelnych w parafii w Pajęcznie, która mówi, że 25 marca 1533 zostało cudownie przywrócone do życia, przez Matkę Boską Pajęcką, dziecko z Gawłowa. Od XVI wieku istniał folwark, a od XVIII wieku dwór. W 1800 właścicielem był Starczewski, a mieszkańców było 250 osób, w tym 11 Żydów. Od 1900 we wsi funkcjonował młyn.
Około 1928 w Gawłowie powstała szkoła czteroklasowa bez stałej siedziby. W 1950 szkoła została przeniesiona do budynku remizy strażackiej, a w 2000 zlikwidowana. 
Od 1948 we wsi istnieje jednostka OSP.